# منطقه شمال دور
منطقه شمال دور (به لاتین: Far North Region) یکی از منطقه‌های کامرون است. منطقه شمال دور ۳٬۸۰۳٬۱۳۸ نفر جمعیت دارد.

## نگارخانه

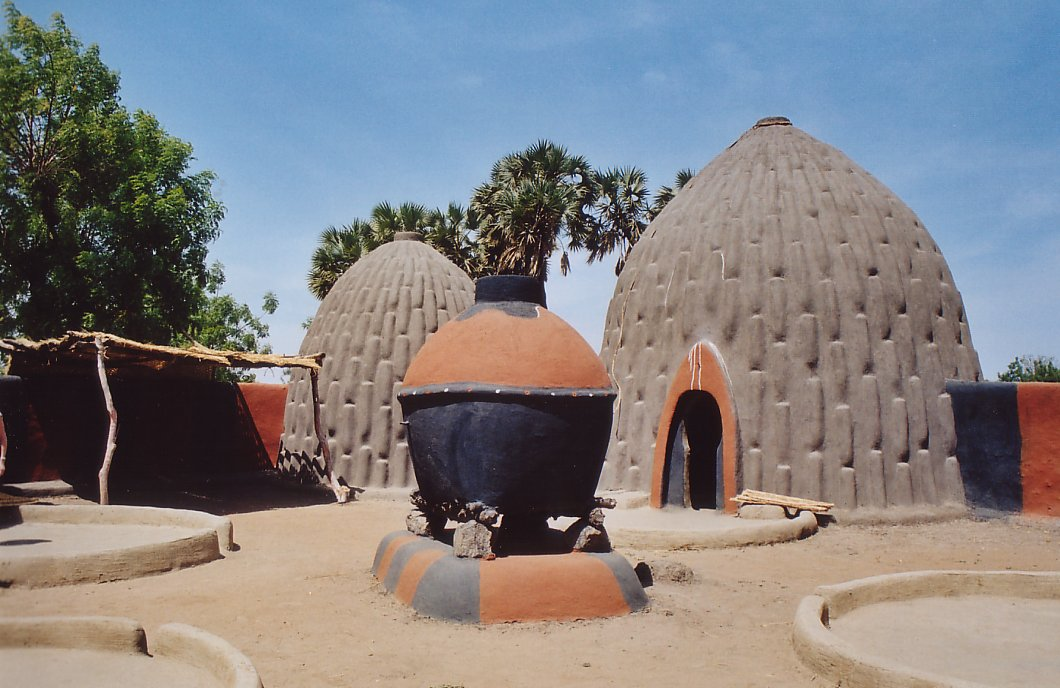
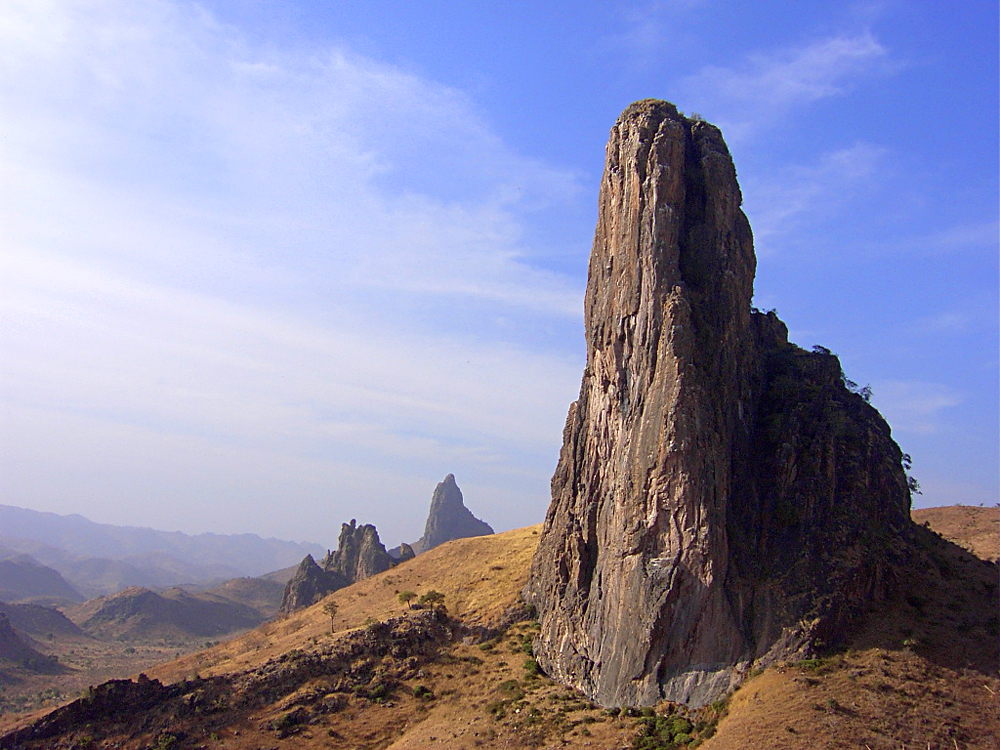
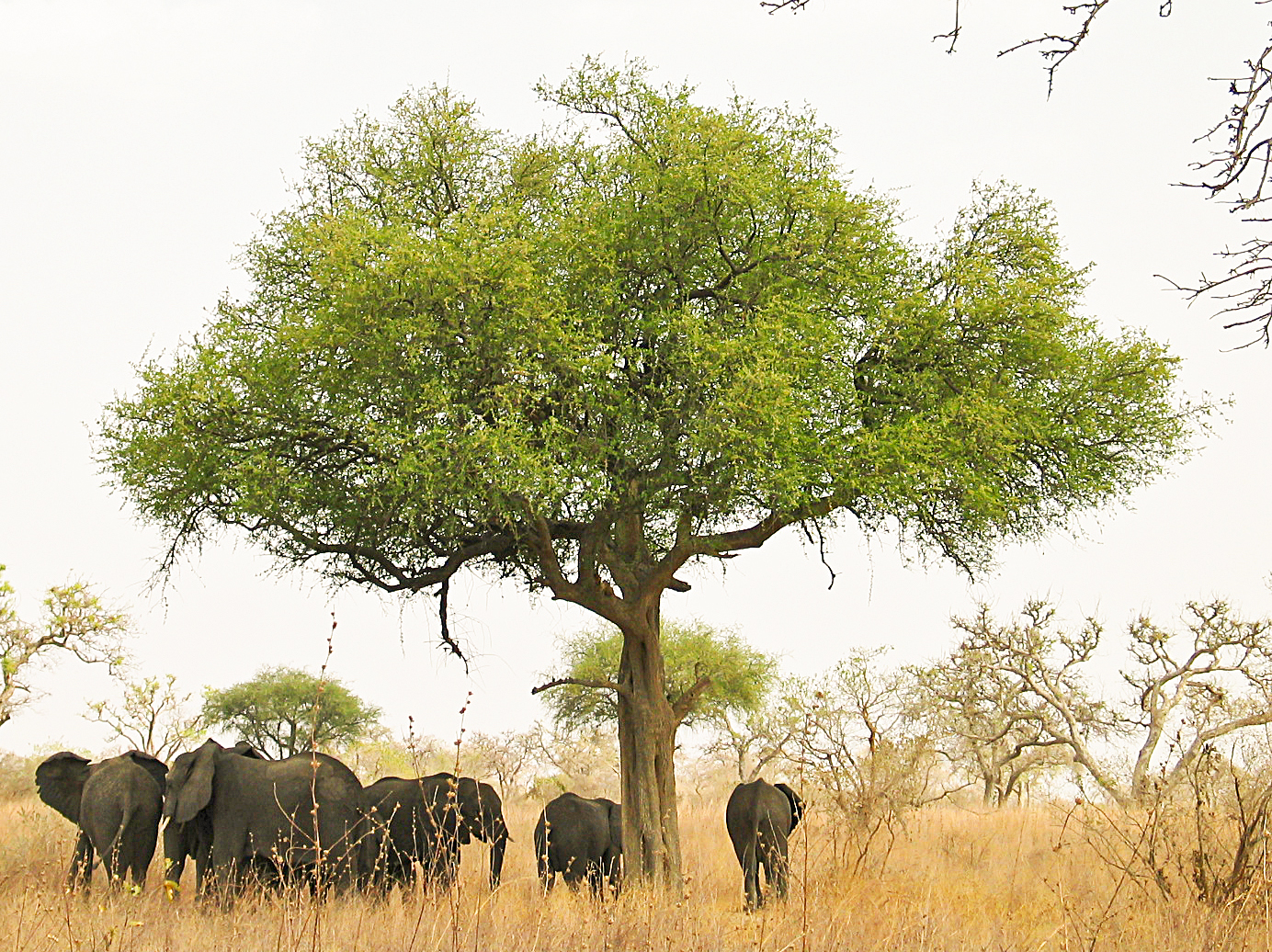